# Гетьман, Николай Афанасьевич
Николай Афанасьевич Гетьман (1922-1996) — старшина Советской Армии, участник Великой Отечественной войны, полный кавалер ордена Славы.

## Биография
Николай Афанасьевич Гетьман (встречается также написание фамилии Гетман) родился 22 мая 1922 года в селе Капитаново (ныне — Новоайдарский район, Луганская область, Украина). После окончания шести классов школы трудился в колхозе. В мае 1941 года был призван на службу в Рабоче-Крестьянскую Красную Армию. С июня 1943 года — на фронтах Великой Отечественной войны. Участвовал в освобождении Украинской ССР, Крыма, Молдавской ССР, Румынии, Венгрии, Австрии. За время своего участия в войне три раза был ранен.
К 1944 году командовал отделением 60-го отдельного штурмового инженерно-сапёрного батальона 12-й штурмовой инженерно-сапёрной бригады 4-й гвардейской армии. Неоднократно отличался в боях. Так, 7 февраля 1944 года Гетьман в составе штурмового отряда осуществлял блокирование вражеских огневых точек. Несмотря на полученное ранение в плечо, он оставался в строю, пока не были уничтожены 2 вражеские пулемётные точки. За это Гетьман 18 февраля 1944 года был награждён орденом Славы 3-й степени.
23 апреля 1944 года вверенное Гетьману подразделение успешно проделало 3 прохода во вражеских проволочных заграждениях, а затем уничтожило расчёт станкового пулемёта, после чего без потерь вернулось в расположение своей части. За это 1 июня 1944 года Гетьман был удостоен орденом Славы 2-й степени.
20 августа 1944 года Гетьман во главе группы блокирования подобрался к вражескую дзоту и забросил в амбразуру связку гранат, уничтожив весь гарнизон. Продвигаясь вперёд, в районе села Леонтина (ныне — Леунтя Каушанского района Молдавии), он ворвался в немецкую траншею, где автоматным огнём и в рукопашной схватке уничтожил до 30 солдат и ещё 3 офицеров врага. Всего же во время прорыва трёх полос немецко-румынской обороны он проделал 5 проходов в минных полях, уничтожил 2 дзота и до 70 вражеских солдат и офицеров. За это он был представлен к званию Героя Советского Союза, однако вышестоящее командование снизило статус награды до ордена Красного Знамени.
В декабре 1944 года Гетьман командовал группой разграждения, действовавшей в районе населённого пункта Шерегейеш в медье Фейер Венгрии. В ходе наступления в том районе вверенное ему подразделение успешно блокировало и уничтожило ряд пулемётных точек, мешавших продвижению вперёд стрелковых частей. 28 апреля 1945 года Указом Президиума Верховного Совета СССР Гетьман был удостоен ордена Славы 1-й степени.
В 1946 году в звании старшины Гетьман был демобилизован. Вернувшись на родину, жил сначала в селе Муратово, затем в селе Капитаново Новоайдарского района Луганской области, работал бригадиром в колхозе. Умер 3 декабря 1996 года, похоронен в селе Муратово.

## Награды
- Орден Красного Знамени (28.09.1944);
- Орден Отечественной войны 1-й степени (06.04.1985);
- Орден Славы 1-й степени (28.04.1945);
- Орден Славы 2-й степени (01.06.1944);
- Орден Славы 3-й степени (18.02.1944);
- Медали.